# Down III: Over the Under
Down III: Over the Under ist das dritte Studioalbum der US-amerikanischen Band Down. Es erschien im September 2007 bei Independent Label Group/Warner.

## Entstehung und Stil
Nach Down II: A Bustle in Your Hedgerow dauerte es fünf Jahre, bis Down ihr nächstes Album herausbrachten. Die Band schrieb 18 Stücke, von denen es 13 auf das Album schafften. Gitarrist Kirk Windstein gestand zwar die Verwendung von Pro Tools im späteren Mixingprozess ein, nachdem zunächst auf Band aufgenommen werde. Dennoch seien die Stücke in Jamsessions entstanden und es handle sich nicht um eine „computerisierte, polierte Nu-Metal-Platte“. Die Songtexte behandelten sowohl Hurrikan Katrina wie auch den Mord an Pantera-Gitarrist Dimebag Darrell.

## Rezeption
Das Album erreichte Platz 26 in den amerikanischen Billboard-200-Charts. Eduardo Rivadavia von Allmusic sah gegenüber Down II eine deutliche Verbesserung. Das Album erweise sich als „überraschend willkommen“. Er vergab 3,5 von fünf Sternen. Whiskey-soda.de resümierte: „Das Ganze klingt mal wieder organischer und aufrichtiger als so viele überproduzierte Metal- und Rockscheiben. Bei Down rockt es noch richtig dreckig und der gute alte Blues schwingt hörbar mit. Im direkten Vergleich mit den beiden Vorgängen muss sich Over The Under dennoch hinten anstellen. Denn leider fehlen die wirklich großen Momente, die Nola und A Bustle in Your Hedgerow zu Klassiker-Status verholfen haben.“

## Titelliste
1. Three Suns and One Star (Anselmo/Windstein) – 5:41
2. The Path (Anselmo/Brown) – 4:09
3. N.O.D (Keenan/Windstein/Anselmo) – 4:00
4. I Scream (Anselmo/Keenan) – 3:48
5. On March the Saints (Anselmo/Keenan/Windstein) – 4:10
6. Never Try (Keenan/Brown/Anselmo) – 4:55
7. Mourn (Keenan/Anselmo) – 4:44
8. Beneath the Tides (Anselmo/Keenan) – 5:32
9. His Majesty the Desert (Keenan/Anselmo) – 2:25
10. Pillamyd (Keenan/Anselmo) – 5:15
11. In the Thrall of It All (Anselmo) – 6:20
12. Nothing in Return (Walk Away) (Keenan/Anselmo) – 8:55
13. Invest in Fear (Bonustitel der europäischen und japanischen Version)